# Simon Skjodt Assembly Hall
Simon Skjodt Assembly Hall, conocido con anterioridad y comúnmente referido al mismo como Assembly Hall, es un pabellón con capacidad para 17.222 espectadores situado en el campus de la Universidad de Indiana en Bloomington, Indiana. Es la sede de los equipos masculino y femenino de los Indiana Hoosiers. Abrió sus puertas en 1971, en sustitución del Gladstein Fieldhouse. La pista recibe el nombre de Branch McCracken, el entrenador que llevó a los Hoosiers a ganar los campeonatos de la NCAA de 1940 y 1953.

## Historia

### Construcción
Las autoridades de Indiana pasaron décadas planificando y cuatro años de construcción antes de que finalmente se abriera The Assembly Hall en 1971, con un coste de 26,6 millones de dólares. El nuevo "Assembly Hall" fue nombrado en honor al primer estadio de baloncesto de la escuela del mismo nombre. La instalación estaba destinada a ser estéticamente agradable y tener una gran capacidad al tiempo que ofreciera comodidades modernas.
La apertura del recinto coincidió con el debut del entrenador Bob Knight, quien guio a los Hoosiers durante 29 temporadas antes de su destitución por el entonces presidente de IU, Myles Brand, en septiembre de 2000.
El Assembly Hall ha sido criticado por algunos aficionados por su diseño, debido a que la instalación fue diseñada sin tener en cuenta el videomarcador añadido en 2005 que actualmente cuelga sobre el centro de la cancha, ya que la visión algunas de las filas superiores del nivel inferior están obstruidas por el mismo. Sin embargo, todavía se puede ver toda la cancha. En diciembre de 2013, se agregaron 24 monitores a las áreas previamente obstruidas.

### Ampliaciones y mejoras

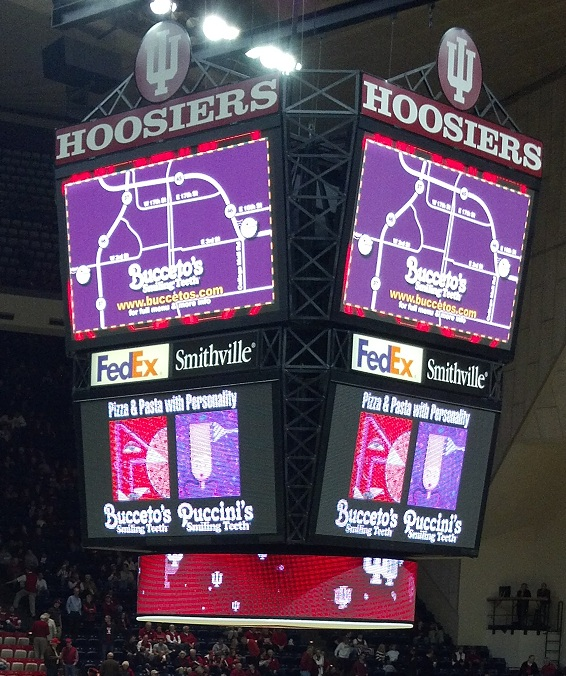
Videomarcador del Assembly Hall, añadido en 2005

Indiana instaló una nueva superficie de juego durante el verano de 1995. También se agregaron nuevos asientos en las gradas, junto con una fila para la prensa y plataformas de asientos en el nivel del vestíbulo.
Tras su despido de Indiana, el entrenador Bobby Knight predijo que con su salida, la publicidad pronto llegarían al Assembly Hall. Knight dijo: "Estoy seguro de que verá un nuevo Assembly Hall este año. Probablemente habrá anuncios de todo, desde galletas para perros hasta Pepsi Cola, me imagino. Siempre hemos tratado de mantenerlo realmente libre de publicidad. Es una especie de lugar sagrado donde los estudiantes vienen a jugar y los estudiantes vienen a animar". En 2005, la escuela completó la construcción de un videomarcador valorado en 1,9 millones de dólares, de última generación. Al igual que con Knight, algunos puristas de los Hoosiers criticaron el nuevo marcador y los anuncios, que nunca antes habían estado en el Assembly Hall.
En la primavera de 2010, se agregó una nueva instalación de entrenamientos llamada Cook Hall, adyacente a The Assembly Hall. Las dos instalaciones están conectadas entre sí por un túnel. Cook Hall tiene 6.200 m2 y cuenta con oficinas para entrenadores, vestuarios, salones de vídeo, salas de reuniones, un gimnasio y diversas salas de entrenamiento.

### Renovación de 2015 y cambio de nombre
El 19 de diciembre de 2013, la Universidad de Indiana anunció que una donación de 40 millones de dólares de Cynthia "Cindy" Simon Skjodt, hija del difunto magnate de centros comerciales y propietario de los Indiana Pacers, Mel Simon, se utilizaría para renovar el Assembly Hall. La Universidad de Indiana cambió el nombre del Assembly Hall a Simon Skjodt Assembly Hall tras la finalización de las renovaciones y mejoras, que se completaron en octubre de 2016.

## Eventos
| - Bob Hope & Petula Clark – 12 de septiembre de 1971 - Jesus Christ Superstar – Otoño de 1971 - The Temptations – 28 de abril de 1972 - The Jackson 5 – 29 de abril de 1972 - Seals and Crofts – 14 de septiembre de 1972 - Stephen Stills – 19 de octubre de 1972, con Manassas - Elton John – 7 de octubre de 1973 - The Doobie Brothers – 8 de diciembre de 1973 - Bob Dylan – 3 de febrero de 1974, con The Band y 19 de octubre de 2007, con Elvis Costello y Amos Lee - La Electric Light Orchestra – 19 de abril de 1974 y 7 de noviembre de 1981, con Hall & Oates - Elvis Presley & la TCB Band – 27 de junio de 1974 y 27 de mayo de 1976 - The Beach Boys – 1 de septiembre de 1974, con Eagles y Kansas y 17 de octubre de 1981, conRed Rider - John Denver – 5 de octubre de 1974 - Traffic – 18 de octubre de 1974, con Fairport Convention - Blue Öyster Cult – 10 de noviembre de 1974, con Aerosmith y 26 de octubre de 1980, con Molly Hatchet - Gordon Lightfoot – 31 de enero y 5 de abril de 1975 - The Rolling Stones – 26 de julio de 1975 - Jethro Tull – 31 de octubre de 1975 - The Who – 30 de noviembre de 1975 - The Grateful Dead – 30 de octubre de 1977 - Partidos del Torneo de la NCAA Subregional – 1977 y 1979 - Genesis – 9 de abril de 1978 - Frank Zappa – 24 de septiembre de 1978 - Little Feat – 1 de octubre de 1978 - Elvis Costello & The Attractions – 10 de abril de 1979, con The Rubinoos - Yes – 10 de abril de 1979 - Kansas – 5 de octubre de 1979 y 19 de septiembre de 1982, con Survivor - The Eagles – 12 de octubre de 1979 | - Jackson Browne – 14 de septiembre de 1980 - Finales de la Midwest regional del Torneo de la División I de Baloncesto Masculino de la NCAA de 1981 - Barry Manilow – 6 de octubre de 1981 - ELO con Hall & Oates como artista invitado - 7 de noviembre de 1981 - Neil Diamond – 9 de septiembre de 1982 - Dan Fogelberg – 9 de octubre de 1982 - Phil Collins – 29 de enero de 1983 - Jimmy Buffett & The Coral Reefer Band – 11 de abril de 1983 - Neil Young – 16 de septiembre de 1983, con The Shocking Pinks - Chicago – 4 de diciembre de 1984 - Supertramp – 12 de octubre de 1985, con The Motels - Sting – 24 de febrwro de 1988 - Bush – 20 de abril de 1996, con No Doubt y Goo Goo Dolls - Canadian Brass – 19 de agosto de 1996 - The Smashing Pumpkins – 19 de enero de 1997, con Fountains of Wayne - Counting Crows – 20 de febrero de 1997 - Bill Gates – 12 de octubre de 1998 - Tom Petty and the Heartbreakers – 6 de octubre de 1999 - The Red Hot Chili Peppers – 8 de abril de 2000, con Foo Fighters y Muse - John Mellencamp – 3 de noviembre de 2002 - Def Leppard – 28 de octubre de 2006, con Journey y Stoll Vaughan - Bill Clinton – 2 de abril de 2008 - Dave Matthews and Tim Reynolds – 7 de abril de 2008 - Hillary Clinton – 25 de abril de 2008 - Barack Obama – 30 de abril de 2008 - Lil Wayne – 12 de abril de 2011, con Jeezy, Rick Ross y Nicki Minaj - Afrojack – 18 de abril de 2012 - Macklemore - 17 de abril de 2013 - Lil Wayne - 3 de marzo de 2016 - Luke Bryan y Brett Eldredge - 17 de febrero de 2017 - Neil deGrasse Tyson - 22 de marzo de 2017 - Daniel Tosh - 18 de abril de 2017 - Torneo de la División I de Baloncesto Masculino de la NCAA de 2021 - marzo de 2021 |